# J.F.C. Fuller
J.F.C. Fuller, właśc. John Frederick Charles Fuller (ur. 1 września 1878 w Chichesterze, zm. 10 lutego 1966) – brytyjski wojskowy, historyk wojskowości, strateg, orędownik mechanizacji sił zbrojnych i teoretyk użycia broni pancernej, którego prace (wraz z pracami innego teoretyka brytyjskiego Liddela Harta) pomogły Heinzowi Guderianowi przy opracowywaniu jego własnych założeń rozwoju Wehrmachtu i Blitzkriegu, członek Brytyjskiej Unii Faszystów.
Odszedł ze służby w 1933 roku w stopniu generała majora. Był również okultystą (thelemitą), ezoterykiem i malarzem. Należał do zakonu Ordo Templi Orientis, gdzie wspierał prace badawcze Aleistera Crowleya. Był również jednym z teoretyków tzw. wojny błyskawicznej (blitzkrieg). 
Okładkę książki "Wizja i głos" Aleistera Crowleya zdobi praca jego autorstwa.